# Liste der denkmalgeschützten Objekte in Großpetersdorf
Die Liste der denkmalgeschützten Objekte in Großpetersdorf enthält die 13 denkmalgeschützten, unbeweglichen Objekte der burgenländischen Gemeinde Großpetersdorf.

## Denkmäler
| Foto |                 | Denkmal                                                                    | Standort                                                         | Beschreibung | Metadaten |
| ---- | --------------- | -------------------------------------------------------------------------- | ---------------------------------------------------------------- | --- | --- |
| ja   | Datei hochladen | Evang. Pfarrkirche A.B. HERIS-ID: 11994 Objekt-ID: 8127                    | Blumentalstraße 26 Standort KG: Großpetersdorf                   | Das Toleranzbethaus wurde von 1820 bis 1823 als einfacher Saalbau im Haufendorfteil am Ostabhang erbaut. 1845 wurde eine Pfarre genannt. Von 1872 bis 1873 wurde die Kirche restauriert und ein Südturm mit Pyramidenhelm angebaut und mit Faschen gegliedert. | BDA-Hist.: Q1381087 Status: § 2a Stand der BDA-Liste: 2025-06-30 Name: Evang. Pfarrkirche A.B. GstNr.: 1077 Evangelische Pfarrkirche Großpetersdorf               |
| ja   | Datei hochladen | Evang. Pfarrhaus HERIS-ID: 11995 Objekt-ID: 8128                           | Blumentalstraße 28 Standort KG: Großpetersdorf                   | Das Pfarrhaus als zweigeschoßiges Biedermeierhaus wurde von 1846 bis 1847 erbaut. Ein Balkon auf Säulen und einem Giebel wurde 1906 vorgebaut. | BDA-Hist.: Q38119237 Status: § 2a Stand der BDA-Liste: 2025-06-30 Name: Evang. Pfarrhaus GstNr.: 1075                                                             |
| ja   | Datei hochladen | Ehem. Schäferei mit Mauerteil und Portal HERIS-ID: 99215 Objekt-ID: 115315 | Blumentalstraße 30 Standort KG: Großpetersdorf                   | | BDA-Hist.: Q37773882 Status: § 2a Stand der BDA-Liste: 2025-06-30 Name: Ehem. Schäferei mit Mauerteil und Portal GstNr.: 1072                                     |
| ja   | Datei hochladen | Pfarrheim HERIS-ID: 12002 Objekt-ID: 8135                                  | Hauptplatz 8 Standort KG: Großpetersdorf                         | | BDA-Hist.: Q38119458 Status: § 2a Stand der BDA-Liste: 2025-06-30 Name: Pfarrheim GstNr.: 617                                                                     |
| ja   | Datei hochladen | Kath. Pfarrkirche hl. Michael HERIS-ID: 11993 Objekt-ID: 8126              | Hauptplatz 8 Standort KG: Großpetersdorf                         | Der mittelalterliche Kirchenbau brannte 1846 ab. Der Neubau wurde 1849/1850 von Baumeister Johann Brenner erbaut. | BDA-Hist.: Q20640541 Status: § 2a Stand der BDA-Liste: 2025-06-30 Name: Kath. Pfarrkirche hl. Michael GstNr.: 617 Saint Michael Church (Großpetersdorf)           |
| ja   | Datei hochladen | Rathaus/Gemeindeamt HERIS-ID: 11997 Objekt-ID: 8130                        | Hauptstraße 36 Standort KG: Großpetersdorf                       | Das Gemeindeamt weist eine Fassade mit historistischem Dekor auf und wurde laut Inschrift 1877 erbaut. | BDA-Hist.: Q38119320 Status: § 2a Stand der BDA-Liste: 2025-06-30 Name: Rathaus/Gemeindeamt GstNr.: 626 Gemeindeamt Großpetersdorf                                |
| ja   | Datei hochladen | Ehem. evang. Schule HERIS-ID: 12007 Objekt-ID: 8140seit 2012               | Schulgasse 11 Standort KG: Großpetersdorf                        | | BDA-Hist.: Q38119582 Status: Bescheid Stand der BDA-Liste: 2025-06-30 Name: Ehem. evang. Schule GstNr.: 997                                                       |
| ja   | Datei hochladen | Ehem. Schlachthof HERIS-ID: 11998 Objekt-ID: 8131                          | Ungarnstraße 10 Standort KG: Großpetersdorf                      | Der Schlachthof wurde 1935/36 erbaut und erinnert mit einigen Details, insbesondere der spitzbogigen Einfahrt und der Klinkerverkleidung, an die Architektur der frühen 1920er-Jahre.                                                                          | BDA-Hist.: Q38119361 Status: § 2a Stand der BDA-Liste: 2025-06-30 Name: Ehem. Schlachthof GstNr.: 4763/1 Ungarnstraße 10, Schlachthof (Großpetersdorf)            |
| ja   | Datei hochladen | Kath. Filialkirche Christi Himmelfahrt HERIS-ID: 12010 Objekt-ID: 8143     | Kleinpetersdorf 32 Standort KG: Kleinpetersdorf                  | Die Kirche mit einer halbrunden Apsis sowie einem Westturm mit Spitzhelm wurde 1833/34 errichtet. Der Hochaltar aus der 1. Hälfte des 18. Jahrhunderts wurde aus der Pfarrkirche Mischendorf übertragen und abgeändert.                                        | BDA-Hist.: Q38119655 Status: § 2a Stand der BDA-Liste: 2025-06-30 Name: Kath. Filialkirche Christi Himmelfahrt GstNr.: 1 Filialkirche Kleinpetersdorf             |
| ja   | Datei hochladen | Kath. Filialkirche hl. Anna HERIS-ID: 12014 Objekt-ID: 8147                | gegenüber Großpetersdorfer Landstraße 7 Standort KG: Kleinzicken | Die kleine Filialkirche wurde 1951 erbaut. Der barocke Altar stammt aus der ehemaligen Kapelle des Schlosses Batthyány in Pinkafeld. | BDA-Hist.: Q38119749 Status: § 2a Stand der BDA-Liste: 2025-06-30 Name: Kath. Filialkirche hl. Anna GstNr.: 295 Filialkirche Kleinzicken                          |
| ja   | Datei hochladen | Kath. Filialkirche hl. Jacobus HERIS-ID: 12020 Objekt-ID: 8153             | gegenüber Hauptstraße 56 Standort KG: Miedlingsdorf              | Die Kirche mit eingezogenem Chor und vorgebautem Westturm wurde 1866 errichtet. Auch der Altar, die Kanzel und die Orgel stammen aus dieser Zeit. | BDA-Hist.: Q38119915 Status: § 2a Stand der BDA-Liste: 2025-06-30 Name: Kath. Filialkirche hl. Jacobus GstNr.: 171 Kath. Filialkirche hl. Jacobus (Miedlingsdorf) |
| ja   | Datei hochladen | Friedhofskapelle HERIS-ID: 12021 Objekt-ID: 8154                           | Standort KG: Miedlingsdorf                                       | Der einfache Bau der Friedhofskapelle entstand bereits vor 1697. Die Apsis besteht aus Bruchsteinmauerwerk, das Schiff ist ein Holzblockbau. | BDA-Hist.: Q38119949 Status: § 2a Stand der BDA-Liste: 2025-06-30 Name: Friedhofskapelle GstNr.: 1466 Friedhofskapelle Miedlingsdorf                              |
| ja   | Datei hochladen | Ehem. Schul- und Bethaus HERIS-ID: 12022 Objekt-ID: 8155                   | Welgersdorf 93 Standort KG: Welgersdorf                          | | BDA-Hist.: Q38119959 Status: § 2a Stand der BDA-Liste: 2025-06-30 Name: Ehem. Schul- und Bethaus GstNr.: 213 Ehem. Schul- und Bethaus, Welgersdorf                |